# Roberto Petito
Roberto Petito (Civitavecchia, 1 de febrer de 1971) és un ciclista italià, ja retirat, que fou professional entre el 1993 i el 2008. En el seu palmarès destaca la Tirrena-Adriàtica de 1997 i els Quatre dies de Dunkerque de 2006.

## Palmarès
- 1989
  - 1r al Trofeu Tosco-Umbro
- 1991
  - 1r al Trofeu Rigoberto Lamonica
- 1992
  - 1r al Giro de les Regions
  - 1r a la Coppa Ciuffenna
- 1993
  - Vencedor d'una etapa del Giro della Puglia
- 1994
  - 1r al Giro della Romagna
- 1997
  - 1r a la Tirrena-Adriàtica
  - 1r a la Settimana Ciclistica Coppi-Bartali
  - 1r al Giro de Sardenya
- 2001
  - 1r al Trofeu Pantalica
  - Vencedor d'una etapa del Giro d'Abruzzo
  - Vencedor d'una etapa de la Tirrena-Adriàtica
- 2004
  - Vencedor d'una etapa de la Tirrena-Adriàtica
- 2006
  - 1r als Quatre dies de Dunkerque i vencedor d'una etapa

### Resultats al Giro d'Itàlia
- 1995. Abandona (5a etapa)
- 1996. 63è de la classificació general
- 1997. 24è de la classificació general
- 1999. 60è de la classificació general
- 2001. 100è de la classificació general

### Resultats a la Volta a Espanya
- 1994. 73è de la classificació general

### Resultats al Tour de França
- 1994. Abandona (11a etapa)
- 1995. Abandona (9a etapa)